# Epoch (album Tycho)
Epoch – czwarty album studyjny (lub piąty, jeśli liczyć Sunrise Projector jako debiut) Tycho, wydany 30 września 2016 roku przez wytwórnię muzyczną Ghostly International.
Był pierwszym albumem Tycho, który został nominowany do nagrody Grammy i pierwszym, który doszedł do 1. miejsca na jednej z list tygodnika Billboard.

## Historia i muzyka albumu
Scott Hansen, lider zespołu Tycho, zatytułował swój nowy album Epoch (Epoka), aby podkreślić, iż stanowi on podsumowanie zarówno trylogii (na którą złożyły się dwa poprzednie wydawnictwa: Dive i Awake) jak i jego ponad dziesięcioletniej działalności artystycznej, w trakcie której dojrzewała i rozwijała się jego muzyka oraz on sam – od solisty do frontmana uznanego zespołu. Pierwszy z wymienionych albumów, Dive był momentem krystalizacji pomysłów muzycznych. Charakteryzowała go swoista estetyka dźwiękowa, brzmienie syntezatorów w stylu vintage i ładne melodie. Na Awake natomiast artysta odwołał się do doświadczeń rocka: progresywnych kompozycji i właściwego dla tego gatunku instrumentarium.

Znalazłem przestrzeń pomiędzy tym, co robiłem wcześniej, czyli elektroniką IDM, a muzyką rockową, która bardziej odzwierciedlała to, czego słuchałem, a niekoniecznie to, co tworzyłem.

Epoch oznaczał zastosowanie i rozwinięcie pomysłów z obu tych albumów. Większość nagrań została zrealizowana w domowym studio artysty w Berkeley. Album zaaranżował on wspólnie z Zakiem Brownem, swoim wieloletnim współpracownikiem i partnerem w projekcie Tycho. Brown wniósł do procesu twórczego partie basu i gitary, partie perkusyjne natomiast były dziełem Rory’ego O’Connora. Równie ważna jak sama muzyka była też strona graficzna albumu, będąca też jest dziełem Hansena, pracującego równolegle jako grafik pod pseudonimem ISO50. Kluczowym elementem okładki jest centralny obraz oraz czerwono-czarna kolorystyka, stanowiąca wyraźny kontrast w stosunku do niemal tęczowej palety Awake.

### Nominacja do nagrody Grammy
Epoch został nominowany do 59. edycji Grammy w kategorii: Best Electronic/Dance Album (nagrodę zdobył album Skin Flume).

## Lista utworów
Zestaw utworów na płycie CD i digital download:
| 1.  | Glider    | 4:53  |
|     |           |       |
| 2.  | Horizon   | 4:09  |
|     |           |       |
| 3.  | Slack     | 4:11  |
|     |           |       |
| 4.  | Receiver  | 4:15  |
|     |           |       |
| 5.  | Epoch     | 5:45  |
|     |           |       |
| 6.  | Division  | 3:58  |
|     |           |       |
| 7.  | Source    | 4:18  |
|     |           |       |
| 8.  | Local     | 2:53  |
|     |           |       |
| 9.  | Rings     | 4:08  |
|     |           |       |
| 10. | Continuum | 1:44  |
|     |           |       |
| 11. | Field     | 2:40  |
|     |           |       |
|     |           | 42:54 |
|     |           |       |
- Tycho – aranżacja, grafika, kompozytor, programowanie perkusji, inżynier, layout, miksowanie, producent
- Zac Brown – aranżacja, kompozytor
- Rory O’Connor – programowanie perkusji, perkusja, aranżacje syntezatorowe[4]

15 lutego 2019 roku ukazała się nowa wersja albumu, Epoch (Deluxe Version), poszerzona w stosunku do pierwotnego wydania o 4 utwory-remiksy:
| 12. | Horizon (Poolside Remix)               | 5:51  |
|     |                                        |       |
| 13. | Epoch (Luttrell Remix)                 | 6:47  |
|     |                                        |       |
| 14. | Division (Kaitlyn Aurelia Smith Remix) | 3:59  |
|     |                                        |       |
| 15. | Division (Heathered Pearls Remix)      | 5:03  |
|     |                                        |       |
|     |                                        | 21:40 |
|     |                                        |       |

## Odbiór

### Krytyczny
| Oceny łączne    | Oceny łączne |
| --------------- | ------------ |
| AnyDecentMusic? | 6.8/10       |
| Metacritic      | 76/100       |
| Recenzje        |              |
| Publikacja      | Ocena        |
| AllMusic        | [ 4 ]        |
| Clash           | 7/10         |
| Exclaim!        | 9/10         |
| The Guardian    | [ 10 ]       |
| PopMatters      | 8/10         |
| RYM             | 2.84/5       |
| Sputnikmusic    | 4/5          |

Album otrzymał na ogół przychylne opinie na podstawie 9 recenzji krytycznych.
Paul Simpson z AllMusic opisuje album jako „bardziej gwałtowny i dynamiczny”, niż poprzednie dokonania Tycho. W kilku utworach rytmy są bardziej złożone niż na wcześniejszych albumach, granicząc z math rockiem, jak w „Slack”. Beaty w „Division” i „Rings”, są na tyle szybkie i poszarpane, że graniczą z drum'n'bassem, jednak dzięki wirującym gitarom i kaskadowym syntezatorom brzmią inaczej. „Horizon” i „Epoch” to taneczne utwory na 4/4, mające „słoneczny i radosny” nastrój, natomiast utwory takie jak „Receiver” są wolniejsze i bardziej melancholijne, nawiązując do początkowego okresu twórczości Tycho, inspirowanego dokonaniami Boards of Canada. Wedlu niego „Epoch to z pewnością najbardziej zróżnicowane wydawnictwo zespołu pod względem nastrojów i tempa”, nadal jednak rozpoznawalne, pomimo poszerzonego brzmienia. Album jest „jednym z najlepszych dotychczasowych dokonań Tycho”.
Zdaniem Dylana Barnabe z magazynu Exclaim! „Epoch to klejnot w koronie, zdobiącej ambientowo-elektroniczną dyskografię Tycho. Przyjemnie dopełnia trylogię płyt wydanych przez Ghostly International, na którą składają się Dive z 2011 roku i Awake z 2014 roku, będąc nie tyle odejściem od poprzedników, co ich dalszym dojrzewaniem. Epoch sprawia wrażenie urzeczywistnienia długofalowej wizji artystycznej Hansena, emanując pewnością siebie”.
Mat Smith z magazynu Clash opisując muzykę najnowszego albumu Tycho, nawiązuje do obrazu na jego okładce stwierdzając, iż mówi on o wiele więcej o zawartości, niż „sugerowałyby to jego uproszczone trzy kolory i dwie figury”: jasny okrąg, unoszący się nad przyciemnionym trapezem na rdzawym tle. Według jego interpretacji mógłby to być zarówno widok zachodzącego słońca z mola rozciągającego się nad zatoką, gdzie wszystkie szczegóły zostały zasłonięte przez kolory zestawione techniką color-blocking, jak i prosty układ płaskich form. I tak jak nie ma, jego zdaniem, właściwej odpowiedzi na przesłanie obrazu, tak i nie ma precyzyjnego sposobu na opisanie muzycznego przesłania albumu.

Podobnie jak w przypadku możliwych interpretacji zdjęcia na okładce, to co usłyszysz w dźwiękowych kontrastach 'Epoch' zależy wyłącznie od Ciebie.

Zróżnicowanie stylistyczne dostrzega również w swoim redakcyjnym komentarzu magazyn PopMatters. Porównując pewność siebie, z jaką Hansen i jego zespół traktują nowe kompozycje przypomina przemianę muzyczną, jakiej współczesny mu kompozytor, Mark McGuire dokonał pomiędzy swoim instrumentalnym albumem Along the Way z 2014 roku. a znacznie bardziej rockowym Beyond Belief z 2015 roku. „Epoch popycha brzmienie Hansena w sposób, który niewielu przeczuwało: jest to album bardziej agresywny, a jednocześnie bardziej popowy, rzucający nowe spojrzenia na jego brzmienie, a jednocześnie zachowujący tę stosunkowo otwartą przystępność, która zachwyciła dziesiątki tysięcy fanów”.
Odmienną opinię o muzyce albumu wyraził Ben Beaumont-Thomas z The Guardian stwierdzając: „Wszystko to jest doskonale przyjemne i na wskroś nudne; byłoby idealnym podkładem muzycznym do kolejnego filmu promocyjnego firmy zajmującej się wytwarzaniem balonów na rozgrzane powietrze”.

### Listy tygodniowe
| Kraj              | Lista                                 | Pozycja |
| ----------------- | ------------------------------------- | ------- |
| Belgia            | Ultratop (Flandria)                   | 170     |
| Nowa Zelandia     | New Zealand Heatseeker Albums, (RMNZ) | 10      |
| Stany Zjednoczone | Billboard 200                         | 78      |
| Stany Zjednoczone | Dance/Electronic Albums               | 1       |
| Stany Zjednoczone | Independent Albums                    | 7       |
| Stany Zjednoczone | Top Album Sales                       | 33      |
| Stany Zjednoczone | Vinyl Albums                          | 1       |